# Balladonia
Balladonia ist ein kleiner Ort, der am Eyre Highway in Western Australia liegt. Der Ort ist 192 Kilometer von Norseman und 518 Kilometer von Eucla entfernt. Er hat heute Bedeutung, weil er der einzige Haltepunkt auf dem Weg durch die Nullarborwüste in Richtung des Ortes Norseman und zugleich der End- beziehungsweise Startpunkt der mit 146,6 Kilometer längsten kurvenlosen Straße Australiens bis nach Caiguna auf dem Eyre Highway ist.
Balladonia besteht im Grunde aus dem Personal des Balladonia Roadhouse. Der Ort trägt einen Namen aus der Sprache der Aborigine und bedeutet Großer Felsen. Das Gebiet wurde 1879 besiedelt und der erste Ort befand sich 28 Kilometer vom heutigen Balladonia entfernt. Eine Telegraphenstation befand sich von 1897 bis 1929 dort, die Perth und Adelaide verband. Die Ruine befindet sich östlich von Balladonia. Im Ort befindet sich das Balladonia Roadhouse mit einem Pub und Motel. 14 Kilometer vom Ort entfernt befindet sich der Afghan Rocks, der nach der Nationalität eines Kameltreibers benannt ist. Dieser wurde von verdurstenden Reisenden erschossen.
Im Juli 1979 rückte Balladonia ins Blickfeld der Weltöffentlichkeit, als Teile der Skylab-Station in den frühen Morgenstunden, ohne jemanden zu verletzen, in der Umgebung abstürzten. Einige der Teile sind in einer sich im Balladonia Roadhouse befindlichen Ausstellung zu besichtigen.
50 Kilometer von Balladonia entfernt befinden sich die Newman Rocks, wo an einem Wasservorkommen wildlebende Esel, Emus und Kängurus zu beobachten sind. Dort kann ein Campingplatz zum Übernachten genutzt werden.